# 아이작 오세이
아이작 오세이(영어: Isaac Osei, 2005년 9월 13일 ~ )는 K리그1 클럽 대구 FC에서 공격수로 뛰고 있는 가나의 프로 축구 선수이다.

## 어린 시절
오세이는 2005년 9월 13일, 가나에서 태어났으며 가나 축구 선수 데니스 오세이의 남동생이다. 다섯 살 때 가족과 함께 대한민국으로 이주하여 동두천에서 자랐고, 신흥중학교와 청명고등학교를 다녔다.

## 구단 경력
어린 시절, 오세이는 안산 그리너스 FC U-18에 입단하여 클럽의 핵심 선수로 평가받았고 대한축구협회장배 전국고등학교축구대회에서 활약했다. 2025년 시즌을 앞두고 K리그1 클럽 대구 FC와 계약하여 클럽의 첫 번째 국내 외국인 선수로 활약했다.